# Islamische Azad-Universität von Karadsch

Die Fakultäten auf einen Blick

Die Islamische Azad-Universität von Karadsch (persisch آزاد اسلامی واحد کرج; englisch Karaj Islamic Azad University; kurz KIAU) ist einer der Hochschulstandorte der Islamischen Azad-Universität im Iran.
Die Universität hat 13 Fakultäten.  An ihr studieren ca. 30.000 Studenten, die von über 1.300 Angestellten betreut werden.
Die Universität wird zu den Top 1000 Universitäten der Welt gezählt.